# Nancy Walls
Nancy Ellen Walls Carell (Cohasset, Massachusetts; 19 de julio de 1966) es una actriz de cine y televisión estadounidense. Está casada con el actor Steve Carell. Es conocida por sus trabajos en Saturday Night Live y The Daily Show; actuó además junto a su esposo en la serie The Office como Helen (voz) y Carol Stills.

## Primeros años
Nacida como Nancy Ellen Walls, sus padres son Robert Walls y Carol. Estudió en el Boston College, donde fue miembro de My Mother's Fleabag, un grupo de improvisación de comedia popular en el campus.

## Carrera
Comenzó su carrera en la comedia en The Second City in Chicago, parte del elenco que formó de Saturday Night Live (1995-1996), donde realizaba varios personajes, entre ellos Bobbie Battista. 
Unos años después formó parte de The Daily Show. Puso su voz al personaje de Helen Goode en Mike Judge, series de animación en The Goode Family on ABCL, donde fue acreditada por primera vez como Nancy Carell en lugar de Nancy Walls. En The Office. en donde interpretó a Carol, agente de bienes raíces, y exnovia del personaje de su esposo Steve Carell, Michael Scott (The Office).
Tuvo una breve aparición en la película Bridesmaids, su papel era la pareja de tenis de Helen.
Junto a su esposo, crearon la serie de comedia Angie Tribeca, emitida por TBS y protagonizada por Rashida Jones. La serie se estrenó el 17 de enero de 2016 y tuvo cuatro temporadas.

## Vida personal
Su esposo es el excorresponsal de The Daily Show, y estrella de la serie The Office de la NBC, Steve Carell. La pareja se conoció en el Second City Training Center cuando tomó un curso impartido por Carell. Tienen dos hijos, Elisabeth Anne "Annie" Carell (n. 25 de mayo de 2001) y John "Johnny" Carell (n. en junio de 2004).

## Filmografía
- Saturday Night Live (1995–1996) - Varios.
- LateLine (1998) - Jill.
- Random Play (1999) - Varios.
- The Daily Show (1999-2002) - Corresponsal.
- Anger Management (2003) - Asistente de vuelo.
- Virgen a los 40 (2005) - Consejera de la Clínica de Salud.
- The Office (2005–2006, 2010) - Helen (voz) y Carol Stills.
- The Naked Trucker and T-Bones Show (2007) - Marcia.
- The Goode Family (2009)- Helen Goode.
- Bridesmaids (2011) - Pareja de tenis de Helen.
- Seeking a Friend for the End of the World (2012) - Linda